# Museo Olímpico y del Deporte Juan Antonio Samaranch
El Museo Olímpico y del Deporte Juan Antonio Samaranch es un museo inaugurado en 2007, situado en el anillo olímpico de Barcelona. El mes de junio de 2010 fue bautizado en honor de Juan Antonio Samaranch, presidente del Comité Olímpico Internacional entre 1980 y 2001. Está ubicado frente al Estadio Olímpico Lluís Companys, en un solar delimitado por la avenida del Estadio, el paseo Olímpico y las calles Viveros y los Tres Pins.

## Exposición
En el museo se muestran aspectos del deporte de alto rendimiento, el deporte competitivo y el de ocio, así como la práctica deportiva de personas con discapacidad o el deporte en general. El museo tiene un "espacio de ídolos" en el que hay protagonistas destacados del deporte. También acoge una zona para el deporte de masas y los grandes eventos. Incluye espacios interactivos e instalaciones multimedia. 
Uno de los espacios más emblemáticos del museo es la Colección Juan Antonio Samaranch, que tiene como objetivo reflejar el espíritu deportivo olímpico a través de piezas relacionadas con el deporte, el arte y la cultura, del expresidente del COI. 
También incluye una sala de exposiciones temporales, una muestra del deporte en diferentes civilizaciones y la sede de la Fundación Barcelona Olímpica.

## Historia
El proyecto del museo, presentado por el concejal de Deportes, Pere Alcober, fue aprobado por el Pleno del Ayuntamiento de Barcelona en 2005. El proyecto inicial preveía que el museo fuera ubicado en el mismo Estadio Olímpico, en una instalación de nueva planta con un total de cuatro pisos que debía ubicarse en la grada norte de la instalación. Según el proyecto, el museo debía ocupar una superficie de 3000 m² y tener espacios dedicados a exposición temporal de objetos que vincularan arte y deporte, un espacio dedicado a los deportistas españoles de élite y un espacio dedicado al olimpismo y los Juegos Olímpicos de Barcelona. El museo fue inaugurado el 21 de marzo de 2007.

## Edificio
El presupuesto total de la creación del museo superó los 8 millones de euros. El proyecto arquitectónico y la ejecución de la obra tuvo un costo estimado de 4,24 millones de euros, que procedieron a partes iguales del Ayuntamiento, la Diputación de Barcelona, la Generalidad de Cataluña y el Gobierno de España, con un millón de euros cada uno, y la aportación de 240.000 euros fue a cargo del Comité Olímpico Español. El presupuesto del proyecto museológico y museográfico significó 4 millones de euros adicionales, financiados por el Ayuntamiento a través de la empresa Barcelona Servicios Municipales (BSM).
El edificio está formado por dos bloques diáfanos de doble altura, protegidos por una cubierta vegetal ajardinada. La superficie total construida es de 4.000 metros cuadrados, repartidos en cuatro niveles. Los arquitectos responsables del proyecto fueron Xavier Basiana y Toni Camps, del estudio de Nau Ivanow.